# Justicia straminea
Justicia straminea är en akantusväxtart som beskrevs av D.N. Gibson. Justicia straminea ingår i släktet Justicia och familjen akantusväxter. Inga underarter finns listade i Catalogue of Life.